# Quiló de Lacedemònia
Quiló en grec antic Χείλων o Χίλων, fou considerat un dels set savis de Grècia. Era lacedemoni i fill de Damaget. Va viure al començament del segle VI aC i Heròdot el fa contemporani d'Hipòcrates el pare de Pisístrat. Diògenes Laerci diu que ja era gran el 572 aC i fou èfor epònim d'Esparta l'any 556 aC.
Era un poeta elegíac que va escriure composicions de fins a dos-cents versos, i deia que l'excel·lència de l'home era la previsió del futur entesa pel seu propi raonament. Al seu germà, que es va enfadar per no ser èfor com ell, li va dir: «Jo sé suportar les injustícies, i tu no». Pàmfila diu que va ser el primer que va col·locar els èfors al costat dels reis, per governar conjuntament, però Sàtir ho atribueix a Licurg.
Segons Heròdot, quan Hipòcrates, pare de Pisístrat, feia un sacrifici a Olímpia, les ofrenes, sense cap intervenció es van posar a bullir, i Quiló li va dir que no es casés, i que si es casava repudiés la seva dona i renegués dels seus fills. També diu que li va preguntar a Isop què era el que feia Zeus, i Isop va contestar que «humiliava allò que és elevat i elevava allò que és humil». Li van preguntar una vegada en què es diferenciaven els doctes dels incultes i va contestar: «en les seves esperances en les coses bones». I a la pregunta de què era allò més difícil deia: «Guardar els secrets, disposar bé del propi oci i saber suportar la injustícia». També donava aquests consells: dominar la llengua, sobretot en un banquet, no parlar malament dels veïns o en cas contrari exposar-se escoltar coses molestes. No s'havia d'amenaçar ningú, ja que era cosa pròpia de les dones, acudir més ràpidament a les desgràcies dels amics que als seus èxits, fer un matrimoni modest, no parlar malament dels morts, honorar la vellesa, vigilar-se a si mateix i preferir abans un càstig que un guany vergonyós. S'havia de ser fort i suau, per a aconseguir que els altres ens respectessin abans de tenir-nos por. Saber administrar la pròpia casa, i que la llengua no corri més que el pensament. No s'havia d'odiar l'art de l'endevinació, no s'havia de desitjar allò que és impossible, obeir les lleis i aprofitar la soledat.
Hermip d'Esmirna diu que va morir a Pisa, quan abraçava al seu fill que havia guanyat el pugilat a les Olimpíades.